# Фанташпорту
Кінофестиваль «Фанташпорту» (порт. Fantasporto; Festival Internacional de Cinema do Porto) — міжнародний кінофестиваль, що проводяться у португальському місті Порту з 1981 року та є найбільшою фестивальною подією у царині португальського кінематографу. Був започаткований як фестиваль наукової фантастики та фентезі, але його велика популярність змусила організаторів розширити репертуар кінофоруму, включивши до його програми трилери та фільми жахів, а згодом запровадити конкурс для найкращого режисера-дебютанта. За рейтингом часопису Variety Фанташпорту є одним з 25-ти провідних кінофестивалів світу.
Фестиваль фінансується за підтримки Міністерства культури Португалії, а Президент Республіки очолює Почесну Раду.

## Історія
«Fantasporto» було заснувано видавцями журналу «Cinema Novo» («Нове кіно») у 1980 році як фестиваль фантастичного кіно. У 1981 році на першому фестивалі конкурс не проводився. З 1982 року у рамках конкурсного показу почали вручатися премії. До 1993 року фестиваль проводився під назвою Mostra de Cinema Fantástico («Огляд фантастичного кіно»), з 1993 року має нинішню назву.
Останніми роками у рамках Фанташпорту щорічно демонструється близько двохсот фільмів найрізноманітніших жанрів. Фестиваль орієнтований на фантастичні фільми, які беруть участь у конкурсній програмі. У позаконкурсній програмі представлені стрічки різних жанрів, в основному, з Європи та США. Окрім конкурсної програми у рамках фестивалю проходить Тиждень режисерів, працює секція музичних відео і проводиться ретроспектива фільмів.
Свого часу на «Фанташпорту» були показані «Дзеркало» Андрія Тарковського, «Сканнери» Девіда Кроненберґа, «Лабіринт Фавна» Гільєрмо дель Торо, «Куб» Вінченцо Наталі та «Сука-любов» Алехандро Ґонсалеса Іньярріту, а в категорії «Найкращий режисер» нагороди отримували Ларс фон Трієр, Педро Альмодовар і Дені Бойл.
У 2013 році на 33-му кінофестивалі «Фанташпорту» в конкурсній програмі «Тиждень режисерів» відбуласяя світова прем'єра фільму українського режисера Ігоря Подольчака «Delirium».
35-й кінофестиваль Фанташпорту походив з 27 лютого по 3 березня 2015 року у кінотеатрі Лідо. Протягом тижня було продемонстровано 173 фільми з 28 країн. Головний приз фестивалю отримала «чорна комедія» угорського режисера Кароля Месароша «Ліза, лисиця-перевертень».

## Номінації на нагороди
- Офіційна програма фантастичних фільмів
  - Ґран-прі Fantasporto — Grande Prémio Fantasporto
  - Спеціальний приз журі — Prémio Especial do Juri
  - Найкращий режисер — Melhor Realização
  - Найкращий актор — Melhor Actor
  - Найкраща акторка — Melhor Actriz
  - Найкращий сценарій — Melhor Argumento
  - Найкращі спецефекти — Melhores Efeitos Especiais (з 1983 року)
  - Найкращий короткометражний фільм — Melhor Curta-Metragem
  - Спеціальна згадка журі — Menção do Juri Internacional

- Конкурс «Тиждень режисерів»
  - Найкращий фільм Тижня режисерів — Prémio Melhor Filme Semana dos Realizadores
  - Спеціальний приз журі тижня режисерів — Prémio Especial do Juri
  - Найкращий режисер — Melhor Realização
  - Найкращий актор — Melhor Actor
  - Найкраща акторка — Melhor Actriz
  - Найкращий сценарій — Melhor Argumento
  - Спеціальна згадка журі Тижня режисерів — Menção Especial

- Премія португальського кіно
  - Найкращий португальський фільм — Melhor Filme
  - Найкраща португальська кіношкола — Melhor Escola

- Неофіційні нагороди
  - Спеціальний Приз журі міжнародному фантастичному фільму — International Fantasy Film Special Jury Award
  - Приз кінокритики — Prémio da Crítica
  - Приз глядацьких симпатій — Prémio do Público

- Премія Carreira

## Лауреати фестивалю

### Ґран-прі за найкращий повнометражний фільм
| Рік  | Фільм                         | Оригінальна назва                  | Режисер                      | Громадянство режисера (на час створення фільму) |
| ---- | ----------------------------- | ---------------------------------- | ---------------------------- | ----------------------------------------------- |
| 1981 | нагороди не вручалися         | нагороди не вручалися              | нагороди не вручалися        | нагороди не вручалися                           |
| 1982 | Визвольник                    | The Redeemer                       | Крсто Папіч                  | * Югославія                                     |
| 1983 | Сканнери                      | Scanners                           | Девід Кроненберг             | * Канада                                        |
| 1984 | Остання битва                 | The Last Battle                    | Люк Бессон                   | * Франція                                       |
| 1985 | В компанії вовків             | The Company of Wolves              | Нейл Джордан                 | * Велика Британія                               |
| 1986 | Вічний вогонь                 | Fuego eterno                       | Хосе Анхель Ребольєдо        | * Іспанія                                       |
| 1987 | Захист імперії                | Defense of the Realm               | Девид Друрі                  | Велика Британія                                 |
| 1988 | Китайська історія примар      | A Chinese Ghost Story              | Чен Сяодун                   | * Гонконг                                       |
| 1989 | Мавпячі витівки               | Monkey Shines                      | Джордж Ромеро                | США                                             |
| 1990 | Чорна веселка                 | Black Rainbow                      | Майк Ходжес                  | Велика Британія                                 |
| 1991 | Генрі: Портрет вбивці-маніяка | Henry: Portrait of a Serial Killer | Джон Макноутон               | США                                             |
| 1992 | Тото-герой                    | Toto le Héros                      | Жако Ван Дормаль             | * Бельгія                                       |
| 1993 | Жива мертвечина               | Braindead                          | Пітер Джексон                | * Нова Зеландія                                 |
| 1994 | Хронос                        | Cronos                             | Гільєрмо дель Торо           | * Мексика                                       |
| 1995 | Неглибока могила              | Shallow Grave                      | Денні Бойл                   | Велика Британія                                 |
| 1996 | Сім                           | Seven                              | Девід Фінчер                 | США                                             |
| 1997 | Зв'язок                       | Bound                              | брати Вачовскі               | США                                             |
| 1998 | Провал у часі                 | Retroactive                        | Луї Морноу                   | США                                             |
| 1999 | Куб                           | Cube                               | Вінченцо Наталі              | * Канада                                        |
| 2000 | Захід в Сіамі                 | Siam Sunset                        | Джон Полсон                  | * Австралія                                     |
| 2001 | Сука любов                    | Amores perros                      | Алехандро Гонсалес Іньярріту | Мексика                                         |
| 2002 | Фаусто 5.0                    | Fausto 5.0                         | Лос Хура дель Баус           | Іспанія                                         |
| 2003 | Інтакто                       | Intacto                            | Хуан Карлос Фреснадільйо     | Іспанія                                         |
| 2004 | Історія двох сестер           | Janghwa, Hongryeon                 | Кі Джі Вун                   | * Південна Корея                                |
| 2005 | Пустота                       | Nothing                            | Вінченцо Наталі              | Канада                                          |
| 2006 | 30 днів до світанку           | Frostbiten                         | Андерс Банке                 | * Швеція                                        |
| 2007 | Лабіринт Фавна                | El laberinto del fauno             | Гільєрмо дель Торо           | Мексика                                         |
| 2008 | Репортаж                      | REC                                | Жауме Балагеро та Пако Пласа | Іспанія                                         |
| 2009 | Ідіоти і ангели               | Idiots and Angels                  | Білл Плімптон                | США                                             |
| 2010 | Безсердечний                  | Heartless                          | Філіп Рідлі                  | Велика Британія                                 |
| 2011 | Чорна вода                    | Zwart water                        | Елберт ван Стрієн            | * Нідерланди                                    |
| 2012 | 2016: Кінець ночі             | Hell                               | Тім Фельбаум                 | * Німеччина                                     |
| 2013 | Мама                          | Mama                               | Андрес Мускетті              | Іспанія / Канада                                |
| 2014 | Міс Зомбі                     | Miss Zombie                        | Сабу                         | * Японія                                        |
| 2015 | Ліза, лисиця-перевертень      | Liza, a rókatündér                 | Кароль Месарош               | * Угорщина                                      |

* позначено першу перемогу

### Неодноразові переможці
- Вінченцо Наталі (1999, 2005)
- Гільєрмо дель Торо (1994, 2007)
- Васілліс Мазонемос (1999, 2001)